# Lenzelle Smith
Lenzelle Smith, né le 3 octobre 1991, à Zion, en Illinois, est un joueur américain de basket-ball. Il évolue au poste d'arrière.